# Руска реформа о еманципацији
Руска реформа о еманципацији (руски: Крестьянская реформа 1861 года) је прва и најважнија либерална реформа коју је спровео руски цар Александар II Николајевич (1855−1881). Њоме је у Руској империји укинуто кметство. 

## Увод
Средином 19. века Русију је захватио убрзан развој капитализма. Пораз у Кримском рату показао је да тадашњи феудални систем не може да обезбеди нормалну репродукцију и да Русији омогући складан развој и држање корака са осталим земљама Европе. Самодржавни режим Николаја I сметао је било каквом покретању реформи. Њега је наследио син Александар II (1855-1881), свестан потребе реформи и укидању феудалног система. Већ сам наговештај реформи поделио је племство на конзервативно и либерално; односно на противнике и заговорнике реформе. Диференцијација је захватила и Двор. Цар се, ипак, одлучио за реформе, а прве кораке прави крајње опрезно. Он оснива Тајни комитет који је припремао реформна документа и решења. Тајни комитет израдио је решење (1858) којим предвиђа ослобађање сељака од личне зависности према феудалцу и уступању сељачкој породици куће и окућнице без откупа. Сељак би радом, уз помоћ државе, исплатио феудалцу откуп, а до коначне исплате био би дужан да „привремено“ испуњава радне и новчане обавезе. Конзервативно племство успело је да у наредне две године издејствује да се површине предвиђене за уступање мужицима смање. Због тога 1860-их година настаје снажан револуционарно-демократски политички покрет у Русији. Ситуација у држави се на прелазу деценија може окарактерисати као револуционарна. Најпрогресивнији делови племства прилазе сељацима. То је убедило цара Александра да коначно приступи реформама. 

## Реформа
Александар II је марта 1861. године потписао „Уредбу о ослобођењу сељака од кметске зависности“ која је у облику царског Манифеста саопштена јавности. Уредба уноси крупне промене, али није бирно оштетила аристократију. Племићи су проглашени власницима земље коју сељаци обрађују, а уколико сељаци желе да ту земљу задрже у својим рукама, морају је откупити. Читавих 20 година након доношења Уредбе, петина сељака неће успети да откупи земљу. Друга погодност за племство је право да од мужика „одрежу“ комад земље и прикључе га свом поседу. Просечно, део које је племство могло да одреже износио је петину укупне земље. Држава је обештетила племиће са 80% укупне суме за откуп. На сељака је пало преосталих 20%. Сељак је имао обавезу да новац врати држави у 49 годишњих рата. Овај дуг биће отписан током револуција 1905—7. године. 
Племство је и након реформи остало најмоћнији слој у Русији. Последице реформи су, међутим, од огромног значаја. Оне су Руско царство из заостале феудалне, претвориле у капиталистичку модерну земљу. Реформе су изведене и у области државне управе, судства и образовања. Године 1864. преуређена је губернијска, а 1870. године градска управа. У губернијама и окрузима образована су земства, а у градовима думе. Били су то органи локалне самоуправе изабране по представничком систему. Изборни систем заснивао се на високом имовинском цензусу и давао је све предности аристократији и богатима. Највећи део становништва није имао право гласа. У области судства, уведени су судски трибунали, судска расправа, порота, јавност процеса, адвокатско заступање. Руско правосуђе тиме се приближило модерном западноевропском. Реформе су извршене и у области образовања. Оснивају се школе за описмењавање одраслих у градовима. Брзо се шири мрежа школа (број основних школа повећан је са 8000 на 22770 од 1856. до 1880. године). Сваке године, после 1864, је просечно отварано по 1000 школа. Школска уредба из 1864. године фаворизује „нормалне“ у односу на црквене школе. Средње школе се такође реформишу и шире. Гимназије од 1860-их година примају и жене. И високо образовање напредује. Број студената се током Александрове владавине утростручио. Женска омладина се такође прима на универзитете. 

## Резултат
Реформе спроведене 1860-их година нису задовољиле напредну јавност Русије. Поготово је непопуларно било решење аграрног питања. Сељаштво се сматрало превареним. Манифестације на прелазу деценија нису престале ни након доношења Манифеста 1861. године. Интервенише и војска. Реакције власти су сурове. Долази до ширења завереничких идеологија. Оне се окупљају око часописа „Савременик“ кога уређује духовни вођа револуционарне демократије, Чернишевски. „Савременик“ се директно обраћа народу и позива га на револуцију. Чернишевски је оптужен за пожаре у Петрограду 1862. године и депортован је у Сибир. У таквим условима настаје најпознатија тајна револуционарна организација у Русији овог периода, Земља и слобода, са седиштем у Петрограду. 